# 纳卡市镇
纳卡市镇（瑞典語：Nacka kommun）是瑞典中东部斯德哥尔摩省的一个市镇。其治所位于纳卡。纳卡市镇位于瑞典首都斯德哥尔摩之东，该市镇的西部被认为是斯德哥尔摩城区的郊区。